# Fédération internationale de football américain
La Fédération internationale de football américain (IFAF ; International Federation of American Football en anglais) est une association de fédérations nationales fondée en 1998 ayant pour vocation de gérer et de développer le football américain et du flag football dans le monde. Son siège est situé à La Courneuve en Seine-Saint-Denis (France). Son président actuel est le Français Pierre Trochet. 
L'IFAF est composée de 5 fédérations continentales et est reconnu par le Comité international olympique. Elle organise depuis 1999 la coupe du monde tous les quatre ans.

## Organisation

Carte des cinq fédérations que regroupe l'IFAF

L'IFAF rassemble 74 fédérations réparties au sein de cinq fédérations continentales.

## Fédérations continentales
L'IFAF compte cinq fédérations continentales et 74 fédérations nationales membres.
      L'IFAF Asia qui a succédé à l'Asian Federation of American Football
      L'IFAF Africa qui a succédé à l'ACAF en Afrique
      L'IFAF Americas qui a succédé à la PAFAF (Pan American Federation of American Football) en Amérique
      L'IFAF Europe qui a succédé à l'EFAF – European Federation of American Football en Europe
      L'IFAF Oceania qui a succédé à l'OFAF Oceania Federation of American Football en Océanie.
| Afrique (IFAF Africa) 10 pays | Amériques (IFAF Americas) 17 pays | Asie (IFAF Asia) 12 pays | Europe (IFAF Europa) 28 pays | Océanie (IFAF Océanie) 6 pays |
| --- | --- | --- | --- | --- |
| - Cameroun - République démocratique du Congo - Égypte - Côte d'Ivoire - Kenya - Maroc - Nigeria - Afrique du Sud - Tunisie - Ouganda - Zimbabwe anciennement - Algérie | - Argentine - Brésil - Canada - Chili - Colombie - Salvador - Guatemala - Haïti - Honduras - Jamaïque - Mexique - Nicaragua - Panama - États-Unis - Antigua-et-Barbuda - Cuba - Uruguay anciennement - Bahamas - Costa Rica - Caïmans - Paraguay - Pérou - Porto Rico - Venezuela | - Inde - Indonésie - Japon - Jordanie - Corée du Sud - Koweït - Malaisie - Philippines - Singapour - Viêt Nam - Hong Kong - Kazakhstan anciennement - Arabie saoudite - Qatar - Mongolie - Thaïlande | - Allemagne - Autriche - Belgique - Biélorussie - Danemark - Espagne - Finlande - France - Géorgie - Hongrie - Israël - Irlande - Italie - Luxembourg - Malte - Norvège - Pays-Bas - Pologne - Russie - République tchèque - Grande-Bretagne - Suède - Suisse - Serbie - Slovaquie - Slovénie - Turquie - Ukraine anciennement - Bulgarie - Croatie - Estonie - Grèce - Moldavie - Portugal - Roumanie | - Australie - Nouvelle-Zélande - Guam - Nouvelle-Calédonie - Papouasie-Nouvelle-Guinée - Tahiti anciennement - Samoa américaines - Tonga |

## Présidents de l'IFAF
| Rang | Nom             | Période        |
| 1    | Eiji Sasada     | 1998-1999      |
| 2    | Frédéric Paquet | 1999-2006      |
| 3    | Tommy Wiking    | 2006- 2015     |
| 4    | Mac Kaneuji     | 2015 (intérim) |
| 5    | Roope Noronen   | 2015 – 2016    |
| 6    | Richard McLean  | 2015-2021      |
| 7    | Pierre Trochet  | Depuis 2022    |

## Liste des compétitions organisées par la IFAF

### Compétitions féminines
- Coupe du monde féminine de football américain (IFAF Women's World Championship)
- Championnat du monde de flag football de l'IFAF (IFAF Flag Football World Championship)

### Compétitions masculines
- Coupe du monde de football américain (IFAF World Championship)
- Coupe du monde junior de football américain
- The International Bowl
- Championnat du monde de flag football de l'IFAF (IFAF Flag Football World Championship)